# Motmot à bec large
Electron platyrhynchum
Espèce
Statut de conservation UICN

 LC  : Préoccupation mineure
Le Motmot à bec large (Electron platyrhynchum) est une espèce d'oiseau de la famille des Momotidae des forêts tropicales ou subtropicale sud-américain. 

## Description
Cet oiseau mesure environ 30,5 cm de longueur. Il a un port dressé typique des momots et un bec noir un peu arqué. Un masque noirâtre marque la tête rousse, tout comme la poitrine ornée d'une tache noire. Le dos et les ailes sont verts. La longue queue présente deux raquettes à l'extrémité des rectrices médianes. 
Cet oiseau émet un croassement aigre.

## Répartition
Son aire s'étend du Honduras à travers le Tumbes-Chocó-Magdalena et l'Amazonie.

## Habitat
Cet oiseau fréquente les forêts.

## Alimentation
Cet oiseau consomme surtout des invertébrés, des grenouilles et des lézards de petite taille mais aussi des fruits.